# Troy (Michigan)
Troy – miasto w Stanach Zjednoczonych, w stanie Michigan, w hrabstwie Oakland.